# Chris Kerr
Chris Kerr (nascut el 2 de setembre de 1976) és un àrbitre de futbol neozelandès d'origen escocès que dirigeix partits principalment en el Campionat de Futbol de Nova Zelanda i en la Lliga de Campions de la Confederació de Futbol d'Oceania (OFC). Kerr és un àrbitre oficial FIFA des del 2012.

## Carrera per club
Kerr ha pitat en un total de 48 partits en el Campionat de Futbol de Nova Zelanda des del 2006, en els que s'han vist més de 150 targetes grogues i més de 10 targetes vermelles. A més, Kerr ha pitat en dues finals de la Copa Chatham, el 2006 i el 2007.
Des del 2009 ha estat àrbitre en el màxim torneig continental, en la Lliga de Campions de l'OFC. Kerr ha estat àrbitre en un total de 7 partits en la Lliga de Campions, en els que s'han vist 27 targetes grogues i 3 targetes vermelles.
El 2012 va ser un dels àrbitres en la Copa Dallas als Estats Units.

## Carrera internacional
La carrera de Kerr com a àrbitre en partits de seleccions internacionals començà el 2011 quan fou l'únic àrbitre neozelandès en els Jocs del Pacífic de 2011. Allí fou àrbitre en sis partits, incloent la final entre Nova Caledònia i les Illes Salomó en la que els neocaledonians guanyaren per un 2 a 0.
El 2012 va ser un dels àrbitres que pità en la Copa de les Nacions de l'OFC de 2012 a Salomó i juntament amb Peter O'Leary, un dels dos àrbitres neozelandesos.

## Vida personal
Kerr va néixer a Irvine (Escòcia) i va començar la seva carrera arbitrària el 1991 quan aquest vivia a New Plymouth (Nova Zelanda). Kerr té una altra ocupació com a supervisor tècnic d'ordinadors on viu actualment, a Auckland.